# 廿四味
廿四味（粤拼：jaa6 sei3 mei2，耶魯粵語拼音：ya6 sei3 mei2）是廣東人常飲的涼茶之一，味苦性寒涼，以清熱毒為主要功效，被喻為最有代表性的廣東涼茶之一。

## 成份
廿四味來自民間，不像其他來自古籍的方劑，並沒有固定的藥方。雖然名為廿四味，然而不是每家店所售的廿四味都用廿四種藥材煎煮而成。不同的店舖熬製廿四味時可能會視乎不同情況（如體質、天氣、病情、地域）而加減，各有秘方，有些店會多加一些至「廿八味」，有些大概只有十多味沒有劃一標準。由於店方不會在店面張貼成分，消費者無從得知詳情，但大致得出以下藥材：
1. 水翁花
2. 鴨腳皮
3. 苦瓜乾
4. 苦梅根（崗梅根）
5. 木患根（木槵根）
6. 山芝麻
7. 三椏苦（三丫苦）
8. 五指柑（五指茶？）
9. 毛射香
10. 連翹
11. 蘆根（露兜根？）
12. 地膽頭
13. 榕樹鬚
14. 黃牛茶（黃牛木）
15. 救必應
16. 鬼羽箭
17. 布楂葉（布渣葉）
18. 九節茶
19. 蔓荊子
20. 金櫻根（金櫻銀）
21. 金沙籐（海金砂？）
22. 金錢草
23. 蒲公英
24. 相思籐（相思藤）
25. 火炭母
26. 冬桑葉
27. 千層紙
28. 白茅根
29. 淡竹葉

這些藥材都是以清熱利尿為主，藥性比較偏向大苦大寒。

## 宜忌
由於廿四味之主要藥材都偏寒涼，所以體質虛寒者、孕婦不宜飲用。廿四味所用藥材較多，飲用者又不清楚廿四味內的藥材，所以服用西藥期間或容易藥物敏感的人士，也不宜飲用，避免引起不必要之副作用。
事實上，現時大部分中醫都不主張病人未经诊断随意服用廿四味。過去廿四味得以普及，因為當時社會上大部分人士都是貧苦大眾、勞動階層，大多從事又扛又抬的體力勞動工作。由於當時的人體質比較壯實，就算生病也是以實症為主，與現今社會的人士較少勞動和體質柔弱不同。當時的人遇上身體上出現毛病，看醫生一般屬於非常奢侈的行為，唯有以服用廿四味來治病。現今中醫主張以滋陰降火的方法來對付身體出現的熱象，讓身體平衡得以回復。

## 外部連結
- 廿四味 （页面存档备份，存于）
- 廿四味未必足料[]